# (16107) Chanmugam
(16107) Chanmugam (1999 WQ2) – planetoida z grupy pasa głównego asteroid okrążająca Słońce w ciągu 4,5 lat w średniej odległości 2,73 j.a. Odkryta 27 listopada 1999 roku.